# Trypimeni
Trypimeni (in greco Τρυπημένη?; in turco Tirmen) è un piccolo villaggio di Cipro. Esso è situato de iure nel distretto di Famagosta e de facto nel distretto di Gazimağusa. È de facto sotto il controllo di Cipro del Nord.  Prima del 1974 il villaggio era abitato da greco-ciprioti.
Nel 2011 Trypimeni aveva 197 abitanti.

## Geografia fisica
Si trova a 12 chilometri a nord di Marathovounos, sul versante meridionale della catena montuosa di Kyrenia, e a dieci chilometri a nord-ovest di Lefkoniko/Geçitkale.

## Origini del nome
Il nome Trypimeni deriva da tripios, che in greco significa "buco". Il nome alternativo turco-cipriota Tirmen è stato utilizzato fin dal periodo ottomano. Tuttavia, il significato e le origini di Tirmen sono sconosciuti; potrebbe essere una forma abbreviata di Trypimeni.

## Società

### Evoluzione demografica
Nel censimento ottomano del 1831, i cristiani (greco-ciprioti) costituivano gli unici abitanti del villaggio. Per tutto il periodo britannico, il villaggio fu abitato esclusivamente da greco-ciprioti. La sua popolazione è aumentata costantemente da 285 nel 1891 a 515 nel 1946. Tuttavia, il censimento del 1960 registrò un calo significativo a 456 persone.
Tutti gli abitanti del villaggio sono stati sfollati nel 1974. Tra il luglio e l'agosto del 1974, sono fuggiti dall'esercito turco in avanzata verso la parte meridionale dell'isola. Attualmente, come il resto dei greco-ciprioti sfollati, i greco-ciprioti di Trypimeni sono sparsi in tutto il sud dell'isola, soprattutto nelle città. Il numero dei greco-ciprioti di Trypimeni sfollati nel 1974 era di circa 350 (339 nel censimento del 1973).
Oggi il villaggio è abitato principalmente da cittadini turchi che si sono stabiliti nel villaggio nel 1976. Provengono principalmente dalle province turche di Adana, Ağrı, Iğdır, Şırnak e Mersin. Secondo il censimento del 2006, la popolazione del villaggio era di 184 abitanti.